# Kalme
Kalme är en ort i Estland. Den ligger i Helme kommun och landskapet Valgamaa, i den södra delen av landet, 180 km söder om huvudstaden Tallinn. Kalme ligger 61 meter över havet och antalet invånare är 138.
Terrängen runt Kalme är platt. Runt Kalme är det mycket glesbefolkat, med 6 invånare per kvadratkilometer. Närmaste större samhälle är Tõrva, 3,4 km nordväst om Kalme. Omgivningarna runt Kalme är en mosaik av jordbruksmark och naturlig växtlighet.